# Белое (Троицкий район)
Бе́лое — село в Троицком районе Алтайского края. Административный центр Кипешинского сельсовета.

## История
Основано в 1786 году. В 1928 году село Беловское состояло из 711 хозяйств, основное население — русские. В административном отношении являлось центром Беловского сельсовета Больше-Реченского района Бийского округа Сибирского края.

## Население
| 1926 | 1997 | 1998 | 1999 | 2000 | 2001 |
| ---- | ---- | ---- | ---- | ---- | ---- |
| 4077 | ↘624 | ↘623 | ↘595 | ↘585 | ↗603 |
| 2002 | 2003 | 2004 | 2005 | 2006 | 2007 |
| ↘578 | →578 | ↘570 | ↘563 | ↘555 | ↘530 |
| 2008 | 2009 | 2010 | 2011 | 2012 | 2013 |
| ↘500 | ↗511 | ↘418 | ↘416 | ↘410 | ↘402 |

## Национальный состав
Согласно результатам переписи 2002 года, в национальной структуре населения русские составляли 99 %.

### Известные уроженцы
- Кифишин, Анатолий Георгиевич (1935—2017) — советский и российский ассириолог.
- Самсонова, Елена Никоноровна (1922—2019) — советский хозяйственный деятель, Герой Социалистического Труда.